# شبکه (فیلم ۱۳۸۹)
شبکه با نام‌های قبلی فلش یا مصادره آخرین فیلم به کارگردانی ایرج قادری است که در سال ۱۳۸۹ ساخته شد. این فیلم درباره انتشار فیلم‌های خصوصی افراد است و اتفاقاتی پیرامون این موضوع را به تصویر می‌کشد. این فیلم بعد از درگذشت ایرج قادری به نمایش درآمد.
نیما شاهرخ شاهی، ماه‌چهره خلیلی، امیرعلی رنجبر، افسانه پاکرو، اکبر عبدی، ایرج قادری، سیروس گرجستانی، مجید مشیری، الیزابت امینی، میرطاهر مظلومی، مریم امیرجلالی و عباس امیری مقدم بازیگران "شبکه" هستند.
حمید حامی و نیما مسیحا قطعه ای به اسم پرواز ممنوع را در فیلم به صورت دو صدایی اجرا کردند.

## خلاصه داستان
امیرعلی که حسابدار یک شرکت بزرگ و در تدارک ازدواج با دختر رئیس شرکت است متوجه فساد مالی گسترده در شرکت می شود. امیرعلی سعی می‌کند مقابل فساد و زد و بند بایستد اما پژمان که پسر رییس شرکت و عامل اصلی تمام فسادهای شرکت است با تهیه فیلمی خصوصی از امیرعلی او را وادار به سکوت می‌کند....